# Hailin

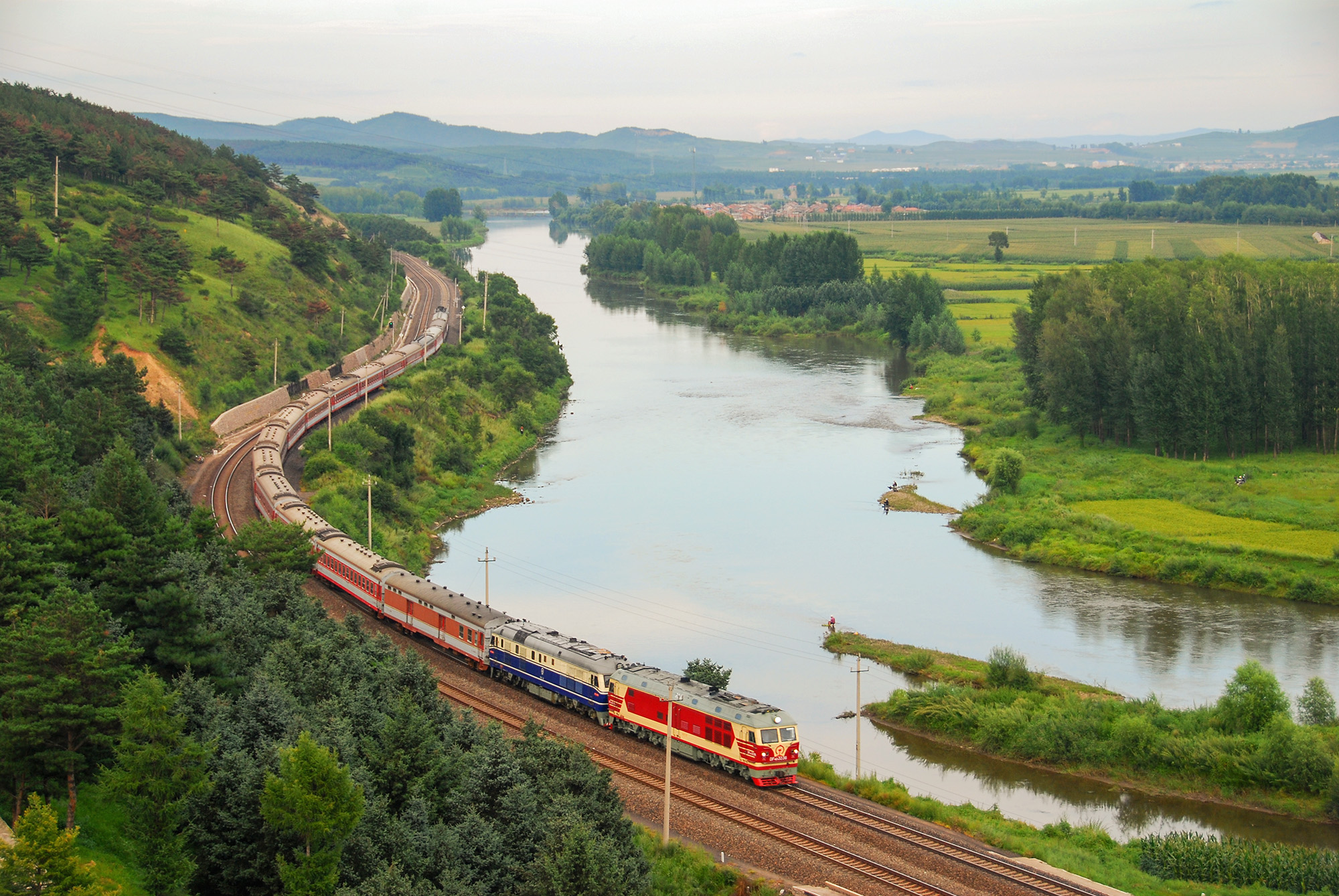

Hailin (海林 ; pinyin : Hǎilín) est une ville de la province du Heilongjiang en Chine. C'est une ville-district placée sous la juridiction de la ville-préfecture de Mudanjiang.

## Démographie
La population du district était de 439 994 habitants en 1999.